# ALARA
ALARA (As low as reasonably achievable) eller ALARP (As low as reasonably practicable), så lågt som det är praktiskt rimligt, är en filosofi och i vissa fall en juridiskt vägledande princip för hur låga utsläppsgränser myndigheter eller företag sätter. Den betyder ungefär att man inte tillämpar den teknologi som ger minsta möjliga utsläpp, om detta skulle visa sig "orimligt" kostsamt jämfört med alternativ med litet högre utsläpp. "Rimligheten" avgörs av en avvägning mellan kostnaderna och effekterna av mindre utsläpp av skadliga ämnen.
Beteckningen ALARP används framför allt i Storbritannien, och har där bred tillämpning. I USA och Kanada används i stället ALARA, som också används i andra länder med specifik tillämpning på utsläpp och stråldoser i samband med radioaktivitet.

## ALARP i Storbritannien

### Uppkomst
Termen ALARP leder sitt ursprung till lagstiftningen i Storbritannien, speciellt till en:Health and Safety at Work etc. Act 1974, som föreskriver "tillhandahållande och underhåll av lokaler och arbetssystem som i så hög grad som det är praktiskt rimligt är säkra och utan hälsorisker" ("Provision and maintenance of plant and systems of work that are, so far as is reasonably practicable, safe and without risks to health"). Uttrycket "i så hög grad som det är praktiskt rimligt" So Far As is Reasonably Practicable, ibland förkortat SFARP) här och i liknande föreskrifter tolkas som att de innebär krav på att risker måste reduceras till en nivå som är "As Low As is Reasonably Practicable" (ALARP).
Nyckelfrågan för att avgöra huruvida en risknivå är ALARP är definitionen av praktiskt rimlig ("reasonably practicable"). Den termen har varit omhuldad i brittiska prejudicerande domstolsutslag alltsedan målet en:Edwards v. National Coal Board år 1949. Utslaget innebar att risken måste vara obetydlig jämfört med uppoffringarna (uttryckta i pengar, tid eller besvär) som krävs för att undvika dem: risker måste undvikas, såvida inte det finns en kraftig obalans ("gross disproportion") mellan kostnaderna och nyttan av att göra så.
Att kraftig obalans krävs medför att en ALARP-bedömning i Storbritannien inte bara är en enkel kostnads-nyttoanalys, utan att genomföra säkerhetsförbättringarna ges en högre vikt. Emellertid råder ingen bred samsyn om  precis vilken viktfaktor som är lagom.

### Faktorer
I samband med ALARP beräknas risken för skadeverkningar av ett specifikt slags riskabla händelser som en kombination av hur ofta de kan förväntas förekomma, och följderna av en sådan händelse.
Följande faktorer betraktas ofta när man avgör huruvida en risk är tolerabel.
- Riktlinjer för hälsa och säkerhet.
- Specifikationen.
- Internationella gränsvärden och lagstiftning.
- Förslag från rådgivande organ.
- Jämförelser med likartade riskabla händelser i andra industrier.

En annan faktor som beaktas, när ALARP tillämpas, är kostnaderna för att uppskatta vilken förbättring som ernås i ett försök att minska riskerna. För extremt komplexa systems kan dessa kostnader vara mycket höga, och kan utgöra den faktor som begränsar vilken riskreduktion som anses praktiskt rimlig.
Att avgöra att en risk har reducerats till ALARP inbegriper uppskattningar av risken man vill undvika, av uppoffringarna (mätt i pengar, tid och besvär) som behövs för att vidta åtgärder för att undvika denna risk, och av en jämförelse av risken och uppoffringarna. Detta innebär en kostnads-nyttoanalys.

## Kärnkraft

### Sverige
År 1997 uppmärksammades att svenska kärnkraftverk hade proportionellt större radioaktiva utsläpp i luft och vatten än i jämförbara länder. Gustaf Löwenhielm (teknologie doktor, Forsmarks Kraftgrupp AB) förklarade skillnaderna vad gäller vattenutsläppen med hänvisning till ALARA. Han hävdade att i många andra jämförbara länder använde man flodvatten som kylvatten, och det utsläppta vattnet kunde sedan användas i dricksvattentäkter nedströms. Eftersom svenska kärnkraftverk använder havsvatten, och havsvattnet inte används direkt som dricksvatten, hade man enligt Löwenhielm inte behov av att sänka utsläppsnivån lika mycket i Sverige, och borde därför inte ta de högre kostnader en sådan rening skulle medföra.